# Supercopa de España femenina de balonmano
La Supercopa de España Femenina de Balonmano es una competición española de balonmano entre clubes, organizada desde la temporada 1999-2000, y que enfrenta al campeón de la Liga con el campeón de la Copa de la Reina. La Supercopa se disputa a un solo partido en campo neutral, y cada año en una sede diferente, siendo la competición oficial que inicia la temporada.
Con un claro dominador en sus 23 ediciones, el Balonmano Bera Bera, gracias, sobre todo, a sus 5 competiciones seguidas entre los años 2012 a 2017, este campeonato ha visto salir campeón hasta un total de 8 equipos en sus 24 años de historia (en la temporada 2000-2001 no se disputó).
Torneo de pocas sorpresas la mayoría de las ediciones, donde casi siempre se alza con el título el equipo campeón de Liga, solo Gijón, Elche y el Málaga levantaron el trofeo en las últimas ediciones viniendo de ser campeonas de la Copa de la Reina.

## Historial
| Ed.           | Temporada | Campeón                                                     | Res.                                                        | Subcampeón                                                  | Sede                                                        |
| ------------- | --------- | ----------------------------------------------------------- | ----------------------------------------------------------- | ----------------------------------------------------------- | ----------------------------------------------------------- |
| I             | 1999-00   | C. BM Mar Valencia-Milar L'Eliana                           | 28-27                                                       | Ferrobús Mislata                                            | Arroyomolinos (Madrid)                                      |
| No se disputó |           |                                                             |                                                             |                                                             |                                                             |
| II            | 2001-02   | C. BM Mar Valencia-Milar L'Eliana                           | 29-25                                                       | Ferrobús Mislata                                            | Picaña (Valencia)                                           |
| III           | 2002-03   | C. BM Mar Valencia-Milar L'Eliana                           | 36-34                                                       | Alsa Elda Prestigio                                         | Aspe (Alicante)                                             |
| IV            | 2003-04   | Ferrobús Mislata                                            | 32-31                                                       | Alsa Elda Prestigio                                         | Valencia                                                    |
| V             | 2004-05   | Orsan Elda Prestigio                                        | 21-20                                                       | CEM. La Unión Ribarroja                                     | Alicante                                                    |
| VI            | 2005-06   | Astroc Sagunto                                              | 32-30                                                       | Orsan Elda Prestigio                                        | Elda (Alicante)                                             |
| VII           | 2006-07   | CEM. La Unión Ribarroja                                     | 25-22                                                       | Akaba Bera Bera                                             | Torrente (Valencia)                                         |
| VIII          | 2007-08   | Akaba Bera Bera                                             | 21-18                                                       | CEM. La Unión Ribarroja                                     | San Sebastián (Guipúzcoa)                                   |
| IX            | 2008-09   | Orsan Elda Prestigio                                        | 25-22                                                       | Parc Sagunt                                                 | Elda (Alicante)                                             |
| X             | 2009-10   | Itxako Reyno de Navarra                                     | 24-23                                                       | Akaba Bera Bera                                             | San Sebastián (Guipúzcoa)                                   |
| XI            | 2010-11   | Itxako Reyno de Navarra                                     | 28-21                                                       | Mar Alicante                                                | Logroño (La Rioja)                                          |
| XII           | 2011-12   | Asfi Itxako                                                 | 31-16                                                       | Elda Prestigio                                              | Elda (Alicante)                                             |
| XIII          | 2012-13   | BM Bera Bera                                                | 42-18                                                       | Asfi Itxako                                                 | San Sebastián (Guipúzcoa)                                   |
| XIV           | 2013-14   | BM Bera Bera                                                | 25-24                                                       | Rocasa G.C. ACE                                             | San Sebastián (Guipúzcoa)                                   |
| XV            | 2014-15   | BM Bera Bera                                                | 23-20                                                       | Rocasa G.C. ACE                                             | Guadalajara                                                 |
| XVI           | 2015-16   | BM Bera Bera                                                | 18-17                                                       | Rocasa G.C. ACE                                             | San Sebastián                                               |
| XVII          | 2016-17   | BM Bera Bera                                                | 32-21                                                       | BM Zuazo                                                    | Pamplona                                                    |
| XVIII         | 2017-18   | Rocasa G.C. ACE                                             | 28-26                                                       | Mecalia Atl. Guardés                                        | Vigo                                                        |
| XIX           | 2018-19   | Super Amara Bera Bera                                       | 25-17                                                       | Liberbank Gijón                                             | Gijón                                                       |
| XX            | 2019-20   | Rocasa Gran Canaria                                         | 32-31                                                       | Super Amara Bera Bera                                       | Éibar                                                       |
| XXI           | 2020-21   | Rincón Fertilidad Málaga                                    | 28-27                                                       | Super Amara Bera Bera                                       | Málaga                                                      |
| XXII          | 2021-22   | Club Balonmano Elche                                        | 23-18                                                       | Super Amara Bera Bera                                       | Torrelavega                                                 |
| XXIII         | 2022-23   | Super Amara Bera Bera                                       | 26-25                                                       | Costa del Sol Málaga                                        | Málaga                                                      |
|               | 2023-24   | Se sustituye por la Supercopa Ibérica femenina de balonmano | Se sustituye por la Supercopa Ibérica femenina de balonmano | Se sustituye por la Supercopa Ibérica femenina de balonmano | Se sustituye por la Supercopa Ibérica femenina de balonmano |

### Palmarés
| Equipo                   | Títulos | Subcamp. | Años campeonatos                                                       |
| ------------------------ | ------- | -------- | ---------------------------------------------------------------------- |
| Super Amara Bera Bera    | 8       | 5        | 2007–08, 2012–13, 2013–14, 2014–15, 2015–16, 2016–17, 2018–19, 2022–23 |
| Astroc Sagunto           | 4       | 1        | 1999–00, 2001–02, 2002–03, 2005–06                                     |
| Asfi Itxako              | 3       | 1        | 2009–10, 2010–11, 2011–12                                              |
| Orsan Elda Prestigio     | 2       | 4        | 2004–05, 2008–09                                                       |
| CEM. La Unión Ribarroja  | 2       | 4        | 2003–04, 2006–07                                                       |
| Rocasa Gran Canaria      | 2       | 3        | 2017–18, 2019–20                                                       |
| CBF Málaga Costa del Sol | 1       | 1        | 2020-21                                                                |
| Club Balonmano Elche     | 1       | 0        | 2021-22                                                                |
| Mecalia Atl. Guardés     | 0       | 1        |                                                                        |
| BM Zuazo                 | 0       | 1        |                                                                        |
| Mar Alicante             | 0       | 1        |                                                                        |
| Liberbank Gijón          | 0       | 1        |                                                                        |